# Kromosom Y (čovjek)
Kromosom Y jedan je od dva spolna kromosoma u kariotipu čovjeka, koji određuje muški spol. Prema položaju centromere pripada akrocentričnim kromosomima i svrstan je u G skupinu kromosoma. Sastoji se od 58 milijuna nukleotida što predstavlja oko 2 % ukupne količine DNK u stanici.
Potvrđeno je da kromosom Y sadrži samo 86 gena, koji određuju strukturu 23 bjelančevine u potpunosti povezane s određivanjem muškog roda u čovjeka. Genetske karakteristike određene kromosomom Y nazivaju se holoadrijskim karakteristikama.

## Geni kromosoma Y
Kromosom Y nije sposoban za rekombinaciju s X kromosomom, osim na telomerima i jednom manjem dijelu nazvanom pesudoautosomnom regijom (PAR) što čini sveukupno 5 % ukupne duljine kromosoma. Ova su kromosomska područja homologije između kromosoma X i Y iz čovjekove evolucijske prošlosti. Veći dio Y kromosoma ne može ući u rekombinaciju s kromosomom X, te sve to područje nazivamo nerekombinirajuća regija kromosoma Y (eng. non-recombining region of the Y chromosome - NRY)

### Geni
Neki od gena koji se nalaze na kromosomu Y izuzevši pseudoautosomnu regiju (PAR) jesu:
- NRY, s pripadajućim genom na kromosomu X
  - AMELY/AMELX: amelogenin
  - RPS4Y1/RPS4Y2/RPS4X: ribosomski protein S4
- NRY, ostali
  - AZF1: faktor azoospermije 1
  - BPY2: basični protein kromosoma Y
  - DAZ1: delecija kod azoospermije
  - DAZ2:
  - PRKY: protein kinaza, vezana za kromosom X
  - RBMY1A1:
  - SRY: sex-determining region
  - TSPY1 specifični protein testisa
  - USP9Y
  - UTY
  - ZFY: zinc finger protein vezan za kromosom Y

## Aberacije kromosoma Y
Dvostruki Y sindrom ( kariotip 47,XYY) nije jasno fenotipski određen. Javlja se približno u 1:1000 muške novorođenčadi, koja se većinom ne razlikuju od djece s normalnim kariotipom. Zapažen je pojačan rast tijekom puberteta. U prošlosti se smatralo da osobe s ovim sindromom imaju smanjenu inteligenciju i da postoji sklonost ka agresivnom ponašanju i kriminalu. Suvremene su studije dokazale da ne postoji povećana razina kriminala i agresivnosti kod osoba s 47,XYY kariotipom, a nije dokazana ni smanjena inteligencija. Ove su tvrdnje odbačene kao zastarjele i diskriminirajuće.